# Lamargelle
Lamargelle település Franciaországban, Côte-d’Or megyében. Lakosainak száma 145 fő (2022. január 1.). Lamargelle Léry, Vaux-Saules, Poiseul-la-Grange, Chanceaux, Francheville, Frénois és Pellerey községekkel határos.

## Népesség
A település népességének változása:
| Lakosok száma | 271  | 175  | 161  | 165  | 153  | 155  | 158  | 163  | 157  | 145  |
|               | 1968 | 1982 | 1990 | 2006 | 2013 | 2015 | 2017 | 2019 | 2020 | 2022 |